# Cornelio Malvasia

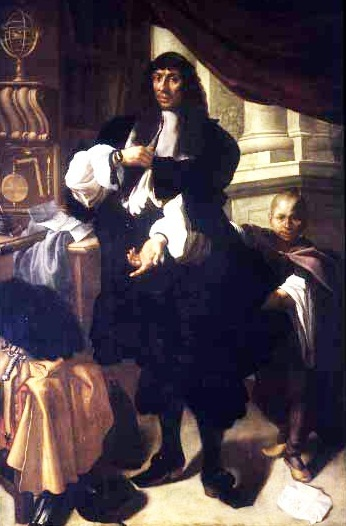
Cornelio Malvasia

Cornelio Malvasia (* 1603; † 1664) war ein General, Politiker und Astronom im Kirchenstaat.
Malvasia stieg während seiner militärischen Laufbahn bis zum General in päpstlichen Diensten auf und wurde dann fürstlicher Berater und Kommandant der Garde des Alfonso IV. von Modena. 1622 erfand er das Fadenkreuz und während seiner Teilnahme am Dreißigjährigen Krieg fand er noch die Zeit, die astrologischen Schriften von Luca Gaurico (1476–1558) ins Lateinische zu übersetzen. 1644 lud er den Astronomen Giovanni Domenico Cassini nach Bologna ein und setzte ihn als Direktor des Panzano-Observatoriums durch.

## Schriften
- Ephemerides novissimae motuum coelestium, 1662